# Квирин Нојски
Свети Квирин Нојски, познат и као Квирин Римски је ранохришћански мученик и светитељ. Посебно се поштује у Нојсу у Немачкој, иако је пострадао у Риму.
Према предању био је римски трибун коме је дат задатак да, по наређењу цара Трајана, погуби хришћане Александра, Евентија и Теодула. Међутим, када су они пред њим пројавили чуда, Квирин је примио кршћанство заједно са својом кћери Балбином. Због тога је погубљен одсецањем главе 116. или 117. године. Као дан мучеништва се наводи 30. март, а сахрањен је у катакомби Претекстата на Виа Аппији.
Према записима из Нојса 1485. године Квиринове мошти је папа Лав IX 1050. године поклонио Гепи, опатици из Нојса која је поменута као његова сестра. Отада се оне чувају у тамошњој романичкој цркви. 
У Немачкој међу сељацима постоји пословица "Какав је Свети Квирин, такво ће бити лето"), односно по времену на 30. март се предвиђа какво ће бити вријеме током лета. 